# Eugenio Soto
Eugenio Felipe Soto Díaz (Aguadilla, 9 marzo 1972) è un ex cestista portoricano.

## Carriera
Con Porto Rico ha disputato i Campionati americani del 1995, i Giochi olimpici di Atlanta 1996 e i Campionati mondiali del 1998.